# Burg Greiffenberg

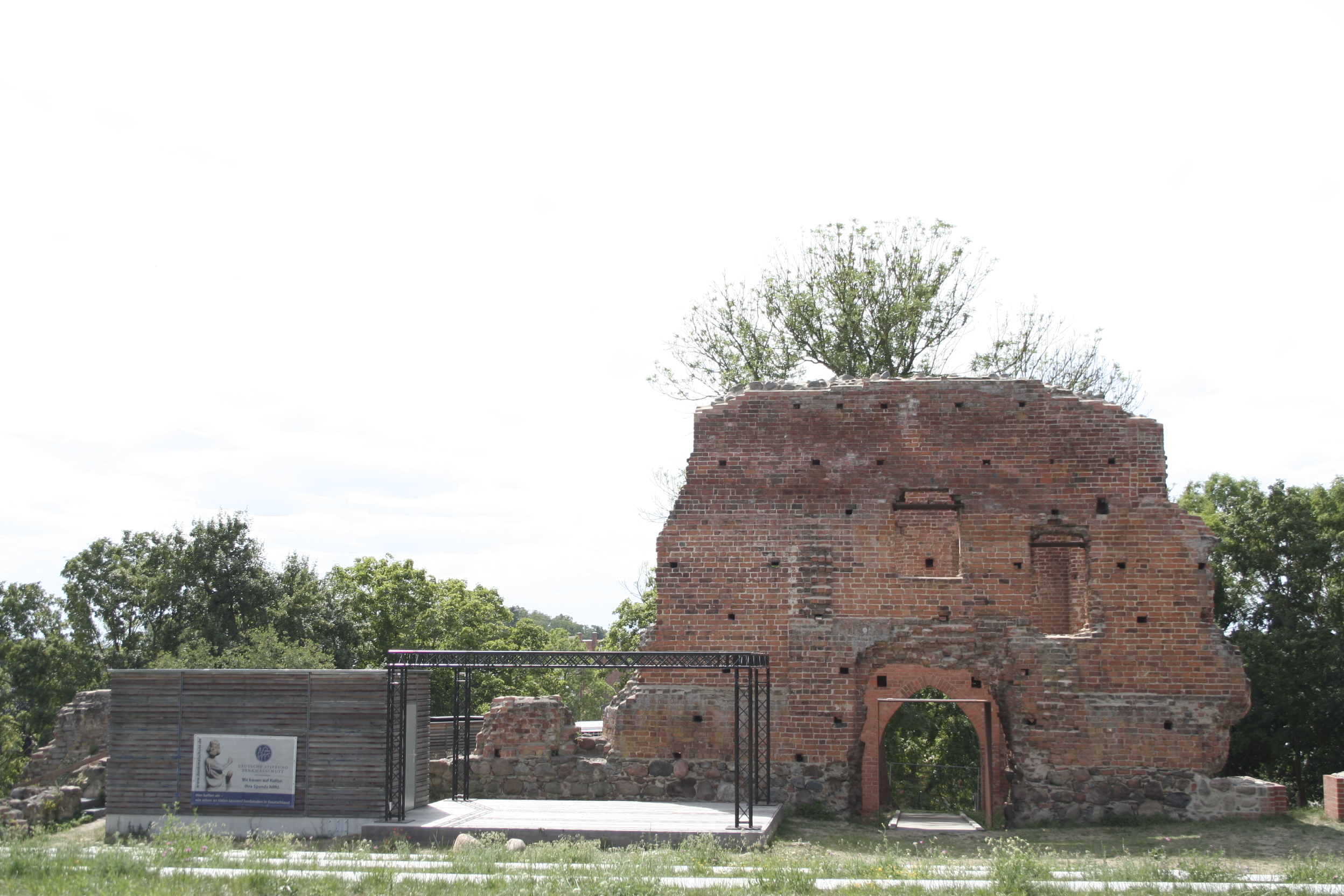
Burg Greiffenberg mit Bühne

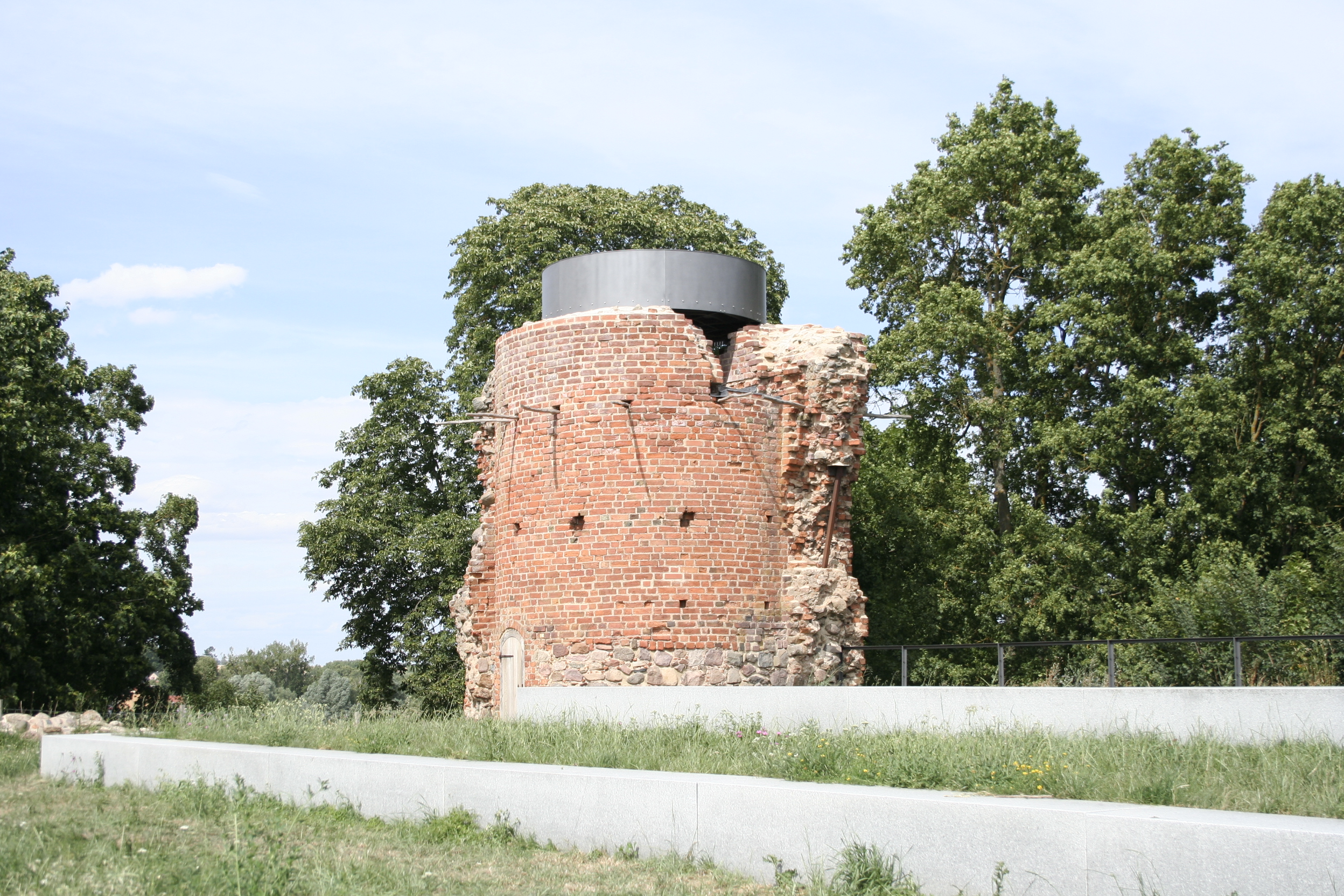
Burgturm von Burg Greiffenberg

Die Burg Greiffenberg ist die Ruine einer Höhenburg auf einer Anhöhe im Welsetal am nördlichen Rand des Ortsteils Greiffenberg der Stadt Angermünde (Luchdamm 10–15) im Landkreis Uckermark in Brandenburg.

## Geschichte
Die kleine kastellartige Burg wurde 1224 erbaut. 1261 wurde die Burg als „civitas Grifenberg“ mit Hospital als Stammsitz der Familie von Greiffenberg erwähnt.
Der Besitz wurde 1349 durch den Herzog von Pommern bestätigt und 1354 gehörte die Burg wieder zur Mark Brandenburg, wurde 1426 durch die Pommern erobert und gehörte 1446 wieder zur Mark Brandenburg.
Von 1473 bis 1803 war die Burg im Besitz der Familie von Sparr. Zwischenzeitlich erlitt die Burg im Dreißigjährigen Krieg Zerstörungen. Ab 1850 ist die Burg im Besitz der Grafen von Redern.

## Beschreibung
Die quadratische Burganlage aus Backstein auf künstlich erhöhtem Hügel zeigt noch den 12 Meter hohen Stumpf des dreigeschossigen runden Bergfrieds auf einer Grundfläche von 9 mal 9 Metern mit einer Mauerstärke von 1,4 Metern, Reste eines überproportionierten Torbaus und die Feldsteinfundamente der Wohngebäude und der Ringmauer sowie Wall- und Grabenreste.